# Lista de deputados estaduais do Piauí da 18.ª legislatura
Esta é a lista de deputados estaduais do Piauí para a legislatura 2015–2019.

## Composição das bancadas
| Partido | Líder                  | Bancada | Posição  |
| ------- | ---------------------- | ------- | -------- |
| PMDB    | Severo Eulálio         | 6 / 30  | Governo  |
| PTB     | Janaína Marques        | 5 / 30  | Governo  |
| PSB     | Wilson Brandão         | 3 / 30  | Oposição |
| PSD     | Georgiano Lima         | 3 / 30  | Governo  |
| PSDB    | Marden Menezes         | 3 / 30  | Oposição |
| PT      | Fábio Novo             | 3 / 30  | Governo  |
| PDT     | Flávio Nogueira Júnior | 2 / 30  | Governo  |
| PTC     | Hélio Oliveira         | 2 / 30  | Oposição |
| PP      | Júlio Arcoverde        | 1 / 30  | Governo  |
| PRB     | Gessivaldo Isaías      | 1 / 30  | Governo  |
| PR      | Fábio Xavier           | 1 / 30  | Governo  |

## Deputados Estaduais
Haviam 30 cadeiras na Assembleia Legislativa do Piauí, número vigente desde 1986 sendo relacionadas as legendas às quais pertenciam no momento da eleição.
| Número | Deputados estaduais eleitos | Partido | Votação | Percentual | Cidade onde nasceu  | Unidade federativa |
| 40111  | Wilson Brandão              | PSB     | 63.400  | 3,57%      | Rio de Janeiro      | Rio de Janeiro     |
| 15101  | Severo Eulálio              | PMDB    | 48.374  | 2,73%      | Teresina            | Piauí              |
| 15110  | Zé Santana                  | PMDB    | 46.955  | 2,65%      | Paraibano           | Maranhão           |
| 15111  | Themistocles Filho          | PMDB    | 44.462  | 2,51%      | Teresina            | Piauí              |
| 15130  | Juliana Melo Falcão         | PMDB    | 43.579  | 2,46%      | Teresina            | Piauí              |
| 40123  | Rubem Martins               | PSB     | 41.884  | 2,36%      | Santa Cruz do Piauí | Piauí              |
| 12369  | Flávio Nogueira Júnior      | PDT     | 39.152  | 2,21%      | Teresina            | Piauí              |
| 14454  | Hélio Isaías da Silva       | PTB     | 37.764  | 2,13%      | Teresina            | Piauí              |
| 55789  | Georgiano Lima              | PSD     | 37.204  | 2,10%      | Teresina            | Piauí              |
| 12345  | Robert Rios                 | PDT     | 36.903  | 2,08%      | Teresina            | Piauí              |
| 45555  | Marden Menezes              | PSDB    | 35.809  | 2,02%      | Teresina            | Piauí              |
| 14114  | Fernando Monteiro           | PTB     | 35.558  | 2,00%      | Teresina            | Piauí              |
| 40555  | Gustavo Neiva               | PSB     | 35.388  | 2,00%      | Teresina            | Piauí              |
| 55555  | Zezinho Pessoa              | PSD     | 34.664  | 1,95%      | Água Branca         | Piauí              |
| 13123  | Francisco Lima              | PT      | 34.639  | 1,95%      | Matias Olímpio      | Piauí              |
| 45123  | Luciano Nunes               | PSDB    | 33.770  | 1,90%      | Teresina            | Piauí              |
| 15199  | Pablo Santos                | PMDB    | 33.665  | 1,90%      | Picos               | Piauí              |
| 14123  | Janaína Marques             | PTB     | 31.830  | 1,79%      | Teresina            | Piauí              |
| 11111  | Júlio Arcoverde             | PP      | 31.055  | 1,75%      | Teresina            | Piauí              |
| 55132  | Edson Ferreira              | PSD     | 30.606  | 1,73%      | São Raimundo Nonato | Piauí              |
| 13111  | Fábio Novo                  | PT      | 28.684  | 1,62%      | Bom Jesus           | Piauí              |
| 15555  | João Madison Nogueira       | PMDB    | 26.722  | 1,51%      | Corrente            | Piauí              |
| 45145  | Firmino Paulo               | PSDB    | 26.623  | 1,50%      | Teresina            | Piauí              |
| 14789  | Liziê Coelho                | PTB     | 26.552  | 1,50%      | Paulistana          | Piauí              |
| 10123  | Gessivaldo Isaías           | PRB     | 25.626  | 1,44%      | Teresina            | Piauí              |
| 14000  | Nerinho                     | PTB     | 24.382  | 1,37%      | Picos               | Piauí              |
| 22222  | Fábio Xavier                | PR      | 24.163  | 1,36%      | São Luís            | Maranhão           |
| 13678  | Flora Izabel                | PT      | 23.733  | 1,34%      | Teresina            | Piauí              |
| 36789  | Evaldo Gomes                | PTC     | 21.059  | 1,19%      | Teresina            | Piauí              |
| 36123  | Hélio Oliveira              | PTC     | 12.997  | 0,73%      | Canto do Buriti     | Piauí              |